# 데이비드 러멜하트
데이비드 에버렛 러멜하트 (David Everett Rumelhart, 1942년 6월 12일 – 2011년 3월 13일)는 수학 심리학, 상징적 인공 지능, 병렬 분산 처리의 틀 안에서 주로 작업하며 인간 인지의 형식적 분석에 많은 공헌을 한 미국의 심리학자이다. 그는 또한 인지에 대한 형식적 언어학적 접근 방식을 높이 평가했고, 이야기의 구조를 포착하기 위한 형식 문법을 공식화할 가능성을 탐구했다.

## 초기 생애와 교육
러멜하트는 1942년 6월 12일 사우스다코타주 미첼에서 태어났다. 그는 사우스다코타 대학교에서 대학 교육을 시작하여 1963년에 심리학과 수학으로 학사 학위를 받았다. 그는 스탠포드 대학교에서 수리심리학을 공부하여 1967년에 박사학위를 받았다.

## 경력
그는 1967년부터 1987년까지 캘리포니아 대학교 샌디에이고 캠퍼스의 심리학과에서 교수로 재직했다. 그는 1987년에 스탠포드 대학교로 옮겨 1998년까지 교수로 재직했다.
러멜하트는 1991년에 미국 과학 아카데미 회원으로 선출되었고, 1987년 7월 맥아더 펠로우십, 실험 심리학자 협회의 워렌 메달, APA 우수 과학 공헌상 등 많은 상을 수상했다.

## 개인 생활
러멜하트는 진행성 신경퇴행성 질환으로 장애를 입었고 생애 마지막에는 미시간주 앤아버에서 형과 함께 살았다. 그는 미시간주 첼시에서 사망했다. 그는 두 아들을 남겼다.

## 작업
러멜하트는 1985년에 발표된, 다층 신경망에 역전파 알고리즘을 적용한, 많이 인용된 논문의 첫 번째 저자였다.(제프리 힌턴과 로널드 윌리엄스가 공동 집필) 이 연구는 실험을 통해 이러한 네트워크가 데이터의 유용한 내부 표현을 학습할 수 있음을 보여주었다. 이 접근 방식은 기본적인 인지 연구(예: 기억, 시각적 인식)와 실용적 응용 분야에 널리 사용되었다. 1985년 논문은 폴 웨르보스의 1974년 논문과 같은 역전파의 이전 출판물을 인용하지 않았다. 그들은 이전 출판물을 알지 못했기 때문이다.
러멜하트는 1982년경에 독립적으로 역전파를 개발했다. 1983년에 그는 이를 이용하여 볼츠만 머신(1983년 개발)보다 훨씬 빠르게 훈련할 수 있다는 것을 발견했다. 그러나 제프리 힌턴은 역전파를 수용하지 않고 볼츠만 머신을 선호했으며 1년 후에야 역전파를 수용했다.
같은 해에 러멜하트는 제임스 매클레런드와 함께 《병렬 분산 처리: 인지의 미세 구조 탐구》(Parallel Distributed Processing: Explorations in the Microstructure of Cognition)을 출판했다. 이 책에서는 퍼셉트론의 컴퓨터 시뮬레이션을 만드는 방법을 설명했으며, 컴퓨터 과학자들에게 신경 처리에 대한 최초의 테스트 가능한 모델을 제공했다. 이 책은 현재 인지 과학 분야의 핵심 텍스트로 여겨진다.
1986년 매클레런드와의 작업은 1980년대 신경망의 부활 동안 "과거형 논쟁"을 불러일으켰다. 연결주의 측은 제리 포더, 스티븐 핑커 등이 대표하는 상징주의 측에 대해 논쟁을 벌였다. 논쟁은 영어 화자가 동사를 과거 시제로 바꿀 수 있는 방법에 대한 적절한 모델이 신경망인지 상징적 프로그램인지에 대한 것이었다.
러멜하트의 다양한 학습 영역에서 계층적이지 않은 뉴런과 같은 처리 장치를 사용하여 의미 인지와 특정 지식을 구축한 모델은 인공지능, 인류학, 정보과학, 의사결정과학 분야의 과학자들에게 지속적으로 관심을 불러일으켰다.